# Euphyia porraceata
Euphyia porraceata är en fjärilsart som beskrevs av Pieter Cornelius Tobias Snellen 1894. Euphyia porraceata ingår i släktet Euphyia och familjen mätare. Inga underarter finns listade i Catalogue of Life.